# Вахрамеев, Иван Михайлович
Иван Михайлович Вахрамеев (Вахромеев) (1904—1976) — генерал-майор Советской Армии, участник Великой Отечественной войны.

## Биография
Иван Вахрамеев родился 18 февраля (2 марта) 1904 года в посёлке завода Чермаз (ныне — город Чёрмоз в Пермском крае). В 1922 году он добровольно пошёл на службу в Рабоче-крестьянскую Красную Армию.
С начала Великой Отечественной войны подполковник Иван Вахрамеев находился в действующей армии, воевал в составе 53-й армии. Участвовал в боях на Крымском, Северо-Кавказском, Центральном и 1-м Белорусском фронтах. К лету 1943 года он командовал 1540-м самоходно-артиллерийским полком 19-го танкового корпуса. Во главе этого полка Вахрамеев участвовал в Курской битве. Позднее он стал командиром 203-го гаубичного артиллерийского полка, ему было присвоено воинское звание гвардии полковника. Во главе своего полка весной 1944 года он участвовал в освобождении Белорусской ССР, в том числе форсировании Днепра. 29 марта 1944 года в бою был тяжело ранен.
Вскоре Вахрамеев был назначен командиром 1-й отдельной истребительной противотанковой артиллерийской бригады. Особо бригада под его командованием отличилась во время боёв за освобождение города Слуцка, за что ей было присвоено почётное наименование «Слуцкая». В тех боях Вахрамеев вновь был ранен, но остался в строю.
В ходе последующего наступления бригада гвардии полковника Ивана Вахрамеева активно участвовала в освобождении Польши, в том числе форсировании рек Вислы и Пилицы. На завершающем этапе Великой Отечественной войны он командовал 41-й гвардейской миномётной бригадой 1-го Белорусского фронта, участвовал в форсировании Одера, боях на территории Германии.
После окончания войны Вахрамеев продолжил службу в Советской Армии. 11 июля 1945 года ему было присвоено воинское звание гвардии генерал-майора артиллерии. После увольнения в запас Вахрамеев проживал в Киеве. Умер в 1976 году, похоронен на Лукьяновском военном кладбище Киева.
Был награждён двумя орденами Ленина, четырьмя орденами Красного Знамени, орденами Суворова 3-й степени, Кутузова 2-й степени, Богдана Хмельницкого 2-й степени и Отечественной войны 1-й степени, а также рядом медалей и польским орденом.